# BBC News at One
『BBC News at One』は、イギリス・BBCのテレビチャンネル・BBC OneとBBCニュースチャンネルで放送される午後のニュース番組で、平日13:00に放送され、BBCニュースが制作している。60分間放送され、13:35頃の10分間の地域ニュース放送も含まれる。番組は現在、『BBCブレックファスト』とBBCニュースのプレゼンターが務めている。
2007年に1回あたり平均270万人の視聴者数を達成し、イギリスの昼間のテレビ番組で最も視聴されている番組となった。新型コロナウイルス感染症（COVID-19）のパンデミックの間、2020年の視聴者数は420万人に達した。

## 歴史
『One O'clock News』は、BBC1の新しい昼間テレビサービスの一部として1986年10月27日に開始された。これは、過去5年間BBCの平日昼間のニュース番組だった『ニュース・アフター・ヌーン』に代わるものである。ライバルのITNからBBCに移籍したマーティン・ルイスは、単独プレゼンター形式の新番組『One O'clock News』の最初のプレゼンターだった。1987年10月、マーティン・ルイスが『Nine O'Clock News』のプレゼンターに就任したため、マイケル・バークがメインプレゼンターの職を引き継いだ。フィリップ・ヘイトンは番組開始当初からメインのリリーフプレゼンターを務め、1988年10月にマイケル・バークがマーティン・ルイスと共に単独プレゼンター形式で『Nine O'Clock News』のプレゼンターに就任した際にメインアンカーを引き継いだ。この期間中、『Nine』のメインアンカーであるマーティン・ルイスとマイケル・バークは、アンナ・フォードと共にリリーフプレゼンターを務めた。
1993年4月13日、BBCのニュース番組全体の統一された外観がBBCのスタジオN2から導入され、番組は『One O'clock News』というタイトルを保持しながら、画像を仮想現実に歪めるシリコングラフィックコンピュータの外観を採用したが、ニュースリーダーの後ろにはニュース放送に応じて変更可能なパネルを備えた実際のスタジオが存在し、3つの1メートル、3つの1.5メートル、及び3×3メートルのパネルで構成され、これらはN2の保管ラックに保管されていた。番組は、ジョージ・フェントンによるテーマ曲のリメイク版など、独自性も多少残しており、新しいバージョンはアビー・ロード・スタジオでBBCコンサート・オーケストラによって演奏された。この時、ジョン・トゥーサとエドワード・ストウトンがメインプレゼンターを引き継いだ。1996年にトゥーサが番組を降板し、ストウトンがメインプレゼンターに就任し、1年後にはジャスティン・ウェッブが副プレゼンターとなった。後にリードアンカーとなるアンナ・フォードも、時折プレゼンターとして出演していた。
テレビスタジオの歴史ウェブサイトによると、N1はN2の隣にあった旧ワールドサービスのスタジオで、1998年から1999年頃に新しいニュースセンターがステージ6でオープンした際に両方とも閉鎖され、BBCリソーシズ（BBC Resources）の「所有物」となり、N1はTC10に、N2はTC11に名前が変更されたが、リソーシズには改修する余裕がなかった。どちらのスタジオも数年間使われていなかった。
1999年5月10日にBBCニュースのテレビ番組全体のデザインが一新され、BBC Oneの全ての主要なニュース放送が初めて同じデザインになった（唯一の例外は番組のタイトル）。同年、アンナ・フォードが番組のメインプレゼンターに就任し、2006年4月にニュースリーダーを引退するまでその職を務めた。ジョージ・アレガイアーは同時に副プレゼンターとなり、2002年初頭に『BBC Four News』のプレゼンターとなった。ダレン・ジョーダンは2006年後半までジョージ・アレガイアーの後任として副プレゼンターを務めた。フォードの引退後、ソフィー・ラワースがリードアンカーになった。
2007年1月22日、BBCのテレビ番組の残りの部分とともに番組タイトルがリニューアルされ、BBCの全チャンネルのニュース番組で同一のタイトルシリーズが使用されるようになった。
2008年2月から8月の間、ソフィー・ラワースが産休中だったため、ケイト・シルバートンがメインプレゼンターを引き継いだ。その後、ケイト・シルバートンが副プレゼンターになった。
2008年2月4日、BBCニュース全体の再編の一環として、番組は一時的にスタジオをN6からN8（旧BBCニュース24スタジオ）に移転した。同年4月21日、グラフィックの刷新を経て、改修されたN6に戻り、『BBC News at One』として知られるようになった。
2010年11月5日、全英ジャーナリスト組合のストライキの最中、通常のプレゼンターが欠席している間、元Sky News及び『GMTV』プレゼンターのエマ・クロスビーが番組のプレゼンターを務めた。さらに、2011年7月15日、同年8月1日、そして2013年3月28日にもストライキが発生した。ギャビン・グレイ（Gavin Grey）は、BBCニュースチャンネルに加えて、この日もプレゼンターを務めた。
2013年3月18日、BBCニュースチャンネルや他のBBC Oneのニュース放送と共にブロードキャスティング・ハウスに移り、ハイビジョンでの放送が開始された。番組は新しいスタジオから放送される最初の番組だった。
2015年1月から6月にかけて、イングランドの地域ニュース放送の長さが総選挙運動期間中に5分間に短縮されたため、40分間に延長された。スコットランド、ウェールズ、北アイルランドでは、当初の30分間の放送時間を維持し、通常の15分間のニュース放送を放映した。
2020年3月23日から、BBCの『アフタヌーン・ライブ（Afternoon Live）』の終了に伴い、サイモン・マッコイが月曜日から水曜日のプレゼンターの役割を引き継ぎ、ジェーン・ヒルは木曜日のプレゼンターを続け、金曜日はケイト・シルバートンと役割を分担した。ラワースは番組の担当をやめ、もっぱら『BBC News at Six』と『BBC News at Ten』のメインアンカーとして出演した。
2021年3月25日、BBCネットワークに17年間勤務したサイモン・マッコイが退社した。マッコイは同日、最後の『BBC News at One』のプレゼンターを務めた。マッコイが降板して以来、番組はメインプレゼンターを置かず、BBCのベテラン記者チームが交代で務めている。
2023年3月14日、初めてブロードキャスティング・ハウスのスタジオBを使用し、完全に新しいスタジオとプレゼンテーションを取り入れた。ただし、『BBC News at Six』や『BBC News at Ten』とは異なり、スタジオEはメインの立ち上げまでニュース放送のために定期的に使用されていた。
最初のトライアルから2ヶ月後の2023年5月15日、新しいプレゼンテーション、グラフィック、タイトル、構成国と地域への新しい引き継ぎを使用して、『BBC News at Six』及び『Ten』と同じ形式に従うため、スタジオBに恒久的に移転した。
2023年11月29日、BBCニュース内の一連の変更の一環として、『BBC News at One』がロンドンからサルフォードのメディアシティUKに移転し、放送時間が30分から1時間に延長され、ロンドン以外から定期的に放送されるBBC初の全国ニュース放送となることが発表された。最初の1時間番組は2024年6月3日に放送された。

## プレゼンター

### 現在のプレゼンター
| 年            | プレゼンター           | 現在の役割             |
| ------------- | ---------------------- | ---------------------- |
| 2014年 - 現在 | ベン・ブラウン         | レギュラープレゼンター |
| 2024年 - 現在 | ティナ・ダヘリー       | レギュラープレゼンター |
| 2024年 - 現在 | アンナ・フォスター     | レギュラープレゼンター |
| 2024年 - 現在 | ジョン・ケイ           | レギュラープレゼンター |
| 2024年 - 現在 | サリー・ニュージェント | レギュラープレゼンター |
| 2024年 - 現在 | ニーナ・ウォーハースト | レギュラープレゼンター |

### 過去のプレゼンター
以下のプレゼンターは、特に記載がない限り、臨時プレゼンターまたはリリーフプレゼンターである。
- マーティン・ルイス（英語版）（メインプレゼンター：1986年 - 1987年）
- フィリップ・ヘイトン（英語版）（メインプレゼンター：1986年 - 1993年）
- マイケル・バーク（英語版）（メインプレゼンター：1987年 - 1988年）
- ジョン・トゥーサ（英語版）（メインプレゼンター：1993年 - 1996年）
- エドワード・ストウトン（英語版）（メインプレゼンター：1993年 - 1999年）
- ジャスティン・ウェッブ（英語版）（メインプレゼンター：1997年 - 1999年）
- アンナ・フォード（英語版）（メインプレゼンター：1999年 - 2006年）
- ソフィー・ラワース（英語版）（メインプレゼンター：2006年 - 2020年）
- サイモン・マッコイ（英語版）（メインプレゼンター：2020年 - 2021年、リリーフプレゼンター：2008年 - 2020年）
- ジョージ・アレガイアー（副プレゼンター：1999年 - 2001年）
- ダレン・ジョーダン（英語版）（副プレゼンター：2001年 - 2006年）
- ルイーズ・ミンチン（英語版）（副プレゼンター：2006年 - 2008年、リリーフプレゼンター：2008年 - 2012年）
- ケイト・シルバートン（英語版）（副プレゼンター：2008年 - 2015年、リリーフプレゼンター：2015年 - 2021年）
- ローリー・メイヤー（英語版）（1986年 - 1993年）
- ジョン・ハンフリーズ（英語版）（1988年 - 1996年）
- ジェニー・ボンド（英語版）（1993年 - 1999年）
- ジル・ダンドー（英語版）（1993年 - 1995年）
- シアン・ウィリアムズ（英語版）（2001年 - 2013年）
- ジェーン・ヒル（英語版）（2003年 - 2024年）
- ビル・ターンブル（英語版）（2003年 - 2006年）
- ナターシャ・カプリンスキー（英語版）（2005年 - 2007年）
- エミリー・メイトリス（英語版）（2007年 - 2013年）
- ジョン・ソペル（英語版）（2010年 - 2014年）
- マシュー・アムロリワラ（英語版）（2012年 - 2014年）
- リータ・チャクラバルティ（英語版）（2014年 - 2024年）
- クライヴ・マイリー（英語版）（2014年 - 2024年）
- ジョアンナ・ゴスリング（英語版）（2019年 - 2022年）
- ビクトリア・ダービーシャー（英語版）（2021年 - 2022年）
- マルティン・クロクソール（英語版）（2021年 - 2022年）
- カティア・アドラー（英語版）（2023年 - 2024年）
- マリアム・モシリ（英語版）（2023年 - 2024年）
- ルーシー・ホッキングス（英語版）（2023年 - 2024年）

## One O'Clock News Hour
『BBC News at One』は、2006年4月からBBCニュースチャンネルで放送されており、番組の最初の30分間を構成している。ヘッドラインと「coming up」セクションでは、BBC Oneの視聴者はそれぞれの地域から放送されるニュースのプレビューを視聴でき、BBCニュースの視聴者はスポーツのヘッドラインを視聴できる。12:45から13:30まで、BBCニュースでは聴覚障害のある視聴者向けに、イギリス手話を視覚的に提供するサービスを実施している。
2006年から2017年の間、番組の後半部分は元々BBCニュースチャンネルのプレゼンターが務めていたため、番組の前半と後半の間には大きな違いが見られた。2017年以降、BBCニュースチャンネルのスケジュール変更に合わせて、『BBC News at One』のプレゼンターが1時間の全番組を担当している。また、拡大された『スポーツ・トゥデイ（Sport Today）』と『ワールド・ビジネス・リポート（World Business Report）』も特集されている。2021年6月28日、各構成国や各地域のニュースを紹介する『Across the UK』という新しい地域別特集が導入された。
これまで、BBC Oneは、『News at One』の直後、13:30に各構成国及び各地域のニュースルームが制作した15分間の独立したニュース放送を放映していた。2024年に60分間に延長されて以来、地域の昼のニュース放送（それぞれの昼のニュースのタイトルは維持）は13:35頃に10分間放送され、その後、残りの時間は番組に戻る。